# 167 (szám)
A 167 (százhatvanhét) a 166 és 168 között található természetes szám.
A 167 prímszám. Biztonságos prím. Mírp.
Mivel a következő páratlan szám, a 169, egy prímszám négyzete, a 167 egy Chen-prím.
Az Eisenstein-egészek körében Eisenstein-prím, mert valós része 3n-1 alakú, képzetes része pedig nulla.
Szigorúan nem palindrom szám.